# 2016年リオデジャネイロオリンピックの陸上競技・男子4×100mリレー
2016年リオデジャネイロオリンピックの陸上競技・男子4×100mリレー（2016ねんリオデジャネイロオリンピックのりくじょうきょうぎ・だんし4かける100メートルリレー）は、ブラジル・リオデジャネイロのエスタジオ・オリンピコ・ジョアン・アベランジェにおいて、2016年8月18日から8月19日にかけて実施された。ジャマイカチームが37秒27で優勝し、ウサイン・ボルトは2016年リオデジャネイロオリンピックで3個目の金メダルを獲得した。続いて日本チームがゴールし、銀メダルを獲得するとともにアジア新記録37秒60を樹立した。
2016年11月、同種目日本代表選手4名は情報誌GQ JAPANが選定する2016 GQ Men of the Yearを受賞。

## ハイライト
ジャマイカチームは2012年ロンドンオリンピックで36秒84の世界記録（オリンピック記録）を打ち立て、2015年世界選手権でも37秒36のタイムで優勝を飾るなど安定した強さを見せていた。これに続く存在がアメリカチームで、ロンドンオリンピックと2015年世界選手権ではいずれもジャマイカに次ぐ2番目にゴールしながら、ロンドンオリンピックでは後にタイソン・ゲイのドーピング違反が発覚し失格、2015年世界選手権はバトンパスの不正により失格となっていたが、2015年世界リレーではジャマイカを抑えて、37秒38のタイムで優勝していた。
当大会ではジャマイカとアメリカのほか、ロンドンオリンピックで銀メダルを獲得したトリニダード・トバゴ、同じく銅メダルのフランス、2015年の世界選手権でメダルを獲得した中国（銀メダル）・カナダ（銅メダル）、2016年シーズンの最高記録（37秒78）をマークしていたイギリスが注目チームとして国際陸上競技連盟（IAAF）の公式サイトで紹介された。
予選1組では、中国が37秒82のアジア新記録を樹立したが、続く予選2組に出場した日本が37秒68をマークし、更にアジア記録を更新した。日本は予選をアメリカに次ぐ全体2位で通過したものの、アメリカやジャマイカは予選ではエースを温存しており、決勝でメダルを獲得できるかは不透明な情勢だった。
決勝の第1走者は、3レーンのマイク・ロジャース（アメリカ）と4レーンのアサファ・パウエル（ジャマイカ）の競り合いになると目され、実際に両者は好スタートを切った一方、日本の山縣亮太も彼らに食らい付き、他のチームをリードした。日本チームは山縣から飯塚翔太、飯塚から桐生祥秀へスムーズにバトンを継ぎ、ジャマイカとアメリカを射程圏内に収め、ボルト目当てに集まった観衆を大いに驚かせた。中国がこれに続き、カナダ、イギリス、トリニダード・トバゴが追う展開となった。第4走者にはジャマイカのウサイン・ボルト、アメリカのトレイボン・ブロメル、日本のケンブリッジ飛鳥が控えていた。ホームストレートでボルトは後続を突き放して快走し、ジャマイカに3大会連続の金メダルをもたらした。ケンブリッジはブロメルの猛追を交わして2着でゴール、ブロメルが3着で、カナダのアンドレ・ドグラスが4着でゴールラインを切った。ゴール後アキレス腱を痛めたブロメルは車椅子で競技場を後にした。
ジャマイカ、日本、アメリカの3チームは表彰式に臨むため女子5000mの表彰式の終了を待っていたが、競技場のスコアボードにアメリカの「DQ」（失格）が表示された。第1走者から第2走者へのバトンパスの際に、第2走者のジャスティン・ガトリンが出遅れたことでロジャースとの距離が接近しすぎてしまい、テイクオーバーゾーンに入る前にガトリンの手にバトンが触れてしまったことが、失格の理由であった。この結果、4位でゴールしたカナダが繰り上げで銅メダルを獲得した。ジャマイカ、日本、カナダの3チームには、ウクライナの国際オリンピック委員会委員のワレリー・ボルゾフと中国のIAAFの評議員のDu Zhaocaiからメダルが授与された。なおこの決勝ではアメリカだけでなく、トリニダード・トバゴも失格となっている。
ジャマイカは3大会連続の金メダルを、ボルトは3大会連続3個の金メダルを獲得した。ボルトは今回が最後のオリンピック出場であると表明している。過去に何度も世界記録を打ち立てたジャマイカチームにとっては特別なものではなかったが、優勝記録37秒27は、歴代4番目のタイム（当時）であった。（2012年ロンドンオリンピック、2011年世界陸上、2008年北京オリンピックでマークした記録に次ぐが、2008年北京オリンピックの記録は2017年にネスタ・カーターのドーピング違反発覚により抹消され、ジャマイカチームの金メダルも剥奪された。）
日本は過去に2008年北京オリンピックで銅メダル（当時。後に銀メダルに繰り上げ）を獲得しているので、4×100mリレーで史上2個目のメダルを手にした。オリンピックのトラック種目でのメダル獲得はこれが3個目。決勝記録37秒60は、予選でマークしたアジア記録を更新した。この快挙は、得意としてきたアンダーハンドパスの改良と、バトンパスの際のスタートを切る距離の目安を4分の1足長（約7cm）伸ばすという決勝直前の判断が功を奏したと報じられた。AP通信は日本の銀メダルを「決勝で最も驚いた出来事の一つ」、またロイター通信も「9秒台の選手が1人もいないのに好成績を収めた」と日本の活躍を称賛した。
カナダは37秒64のカナダ新記録をマークし、同種目では20年ぶりのメダルとなる銅メダルを獲得した。3番手でゴールしながら走路違反による失格となった前回大会の雪辱を果たした。

## 記録
今大会までの各種記録は以下の通り。
| 世界記録               | ジャマイカ （ネスタ・カーター、マイケル・フレイター、ヨハン・ブレーク、ウサイン・ボルト）       | 36秒84 | イギリス ロンドン | 2012年8月11日 |
| オリンピック記録       | ジャマイカ （ネスタ・カーター、マイケル・フレイター、ヨハン・ブレーク、ウサイン・ボルト）       | 36秒84 | イギリス ロンドン | 2012年8月11日 |
| 2016年当季世界最高記録 | イギリス （ジェームズ・ダサオル、アダム・ジェミリ、ジェームズ・エリントン、シジンドゥ・ウジャ） | 37秒78 | イギリス ロンドン | 2016年7月23日 |

## 日程
時刻はすべてブラジル時間（UTC-3、JST-12）。
| 日                   | 時    | ラウンド |
| -------------------- | ----- | -------- |
| 2016年8月18日 木曜日 | 11:40 | 予選     |
| 2016年8月19日 金曜日 | 22:35 | 決勝     |

## 結果

### 予選
通過条件：各組上位3着（Q）+記録上位2着（q）

#### 1組
| 順位 | レーン | 国                             | 選手 | 記録  | 備考    |
| ---- | ------ | ------------------------------ | --- | ----- | ------- |
| 1    | 3      | アメリカ合衆国                 | マイク・ロジャース、クリスチャン・コールマン、タイソン・ゲイ、ジャリオン・ローソン                                       | 37.65 | Q, SB   |
| 2    | 4      | 中国                           | 湯星強、謝震業、蘇炳添、張培萌                                                                                           | 37.82 | Q, AR   |
| 3    | 2      | カナダ                         | アキーム・ヘインズ、アーロン・ブラウン、ブレンドン・ロドニー、モボラデ・アジョマレ                                       | 37.89 | Q, SB   |
| 4    | 6      | トルコ                         | イゼット・サフェル（Izzet Safer）、ジャック・ハーヴェイ、エムレ・ザフェル・バーンズ、ラミル・グリエフ                    | 38.30 | NR      |
| 5    | 7      | フランス                       | マルヴィン・ルネ、ステュアート・デュタンビー、ミカエル＝メバ・ゼゼ、ジミー・ヴィコ                                       | 38.35 | SB      |
| 6    | 8      | アンティグア・バーブーダ       | Chavaughn Walsh、セジャー・グリーン、ジャレッド・ジャーヴィス、タヒル・ウォルシュ                                        | 38.44 | SB      |
| 7    | 5      | セントクリストファー・ネイビス | ジェイソン・ロジャーズ、キム・コリンズ、アリスター・クラーク、アントワーヌ・アダムス                                     | 39.81 |         |
|      | 1      | ドミニカ共和国                 | マヨバネクス・デ・オレオ（Mayobanex de Oleo）、Yohandris Andújar, スタンリー・デル・カルメン、ヤンカルロス・マルティネス | DQ    | R 162.7 |

#### 2組
| 順位 | レーン | 国                   | 選手 | 記録  | 備考  |
| ---- | ------ | -------------------- | --- | ----- | ----- |
| 1    | 6      | 日本                 | 山縣亮太、飯塚翔太、桐生祥秀、ケンブリッジ飛鳥                                                                     | 37.68 | Q, AR |
| 2    | 3      | ジャマイカ           | ジェボーン・ミンジー、アサファ・パウエル、ニッケル・アシュミード、ケマー・ベイリー＝コール                         | 37.94 | Q, SB |
| 3    | 7      | トリニダード・トバゴ | キーストン・ブレドマン、ロンデル・ソリロ、エマヌエル・カランダー、リチャード・トンプソン                           | 37.96 | Q, SB |
| 4    | 1      | イギリス             | リチャード・キルティ、ハリー・アイキネス＝アリエティ、ジェームズ・エリントン、シジンドゥ・ウジャ                   | 38.06 | q     |
| 5    | 8      | ブラジル             | リカルド・デ・ソウザ、ビトル・ウーゴ・ドス・サントス、ブルーノ・デ・バロス、ジョージ・ヴィデス                     | 38.19 | q     |
| 6    | 4      | ドイツ               | ユリアン・ロイス、スヴェン・クニップファルツ、ロベルト・ヘリング、ルーカス・ヤクシェ                               | 38.26 |       |
| 7    | 5      | キューバ             | セザール・ルイズ、ロベルト・スカイヤーズ、レイニエル・メナ、ヤニエル・カレーロ（Yanier Carrero）                   | 38.47 |       |
| 8    | 2      | オランダ             | ソロモン・ボカリ、ヘンスリー・ポーリナ、リーマービン・ボネバチア、ジョヴァンニ・コドリントン（Giovani Codrington） | 38.53 |       |

### 決勝
出典：IAAF
| 順位 | レーン | 国                   | 選手                                                                                           | 記録  | 備考     |
| ---- | ------ | -------------------- | ---------------------------------------------------------------------------------------------- | ----- | -------- |
| 1    | 4      | ジャマイカ           | アサファ・パウエル、ヨハン・ブレーク、ニッケル・アシュミード、ウサイン・ボルト                 | 37.27 | SB       |
| 2    | 5      | 日本                 | 山縣亮太、飯塚翔太, 桐生祥秀、ケンブリッジ飛鳥                                                 | 37.60 | AR       |
| 3    | 7      | カナダ               | アキーム・ヘインズ, アーロン・ブラウン、ブレンドン・ロドニー、アンドレ・ドグラス               | 37.64 | NR       |
| 4    | 6      | 中国                 | 湯星強、謝震業、蘇炳添、張培萌                                                                 | 37.90 |          |
| 5    | 1      | イギリス             | リチャード・キルティ、ハリー・アイキネス＝アリエティ、ジェームズ・エリントン、アダム・ジェミリ | 37.98 |          |
| 6    | 2      | ブラジル             | リカルド・デ・ソウザ、ビトル・ウーゴ・ドス・サントス、ブルーノ・デ・バロス、ジョージ・ヴィデス | 38.41 |          |
| —    | 8      | トリニダード・トバゴ | キーストン・ブレドマン、ロンデル・ソリロ、エマヌエル・カランダー、リチャード・トンプソン       | DQ    | R 163.3a |
| —    | 3      | アメリカ合衆国       | マイク・ロジャース、ジャスティン・ガトリン、タイソン・ゲイ、トレイボン・ブロメル               | DQ    | R 170.7  |